# トークネット・サービス
株式会社トークネット・サービスは、東北電力の子会社である東北インテリジェント通信の関連会社であったが、2007年、同社が吸収合併している。
| スタブアイコン | サブスタブ | この項目は、まだ閲覧者の調べものの参照としては役立たない、企業に関連した書きかけの項目です。この項目を加筆・訂正などしてくださる協力者を求めています（PJ:経済）。 |